# Liste der Highways in Saskatchewan
Diese Liste stellt eine Übersicht über die Highways in der kanadischen Provinz Saskatchewan dar. Nachfolgend dargestellt sind die sogenannten Primary highways, diese stehen unter Verwaltung des Ministry of Highways and Infrastructure.
Neben diesen Primary highways gibt es unter anderem folgende Straßen die als Highways bezeichnet werden:
- Northern highways (Nummern 100–199) und
- Secondary highways (Nummern 200–399)

Teilweise werden auch die Municipal roads (Nummern 600–699 und 700–799) als Highways bezeichnet.
| Zeichen                                      | Nummer | Name                                    | Beginn                         | Ende                                    | Länge in km |
| -------------------------------------------- | ------ | --------------------------------------- | ------------------------------ | --------------------------------------- | ----------- |
| Saskatchewan Highway 1                       | 1      | Trans-Canada Highway                    | Hatton, weiter auf             | Fleming, weiter auf                     | 651         |
| Saskatchewan Highway 2                       | 2      | Veterans Memorial Highway CanAm Highway | Killdeer, weiter auf           | La Ronge, weiter auf                    | 809         |
| Saskatchewan Highway 3                       | 3      | CanAm Highway                           | Onion Lake, weiter auf         | Armit, weiter auf                       | 615         |
| Saskatchewan Highway 4                       | 4      |                                         | Monchy, weiter auf             | Grieg Lake, weiter auf                  | 655         |
| Saskatchewan Highway 5                       | 5      |                                         | Saskatoon, weiter auf          | Togo                                    | 393         |
| Saskatchewan Highway 6                       | 6      | CanAm Highway                           | Minton, weiter auf             | Choiceland, weiter auf                  | 517         |
| Saskatchewan Highway 7                       | 7      |                                         | Alsask, weiter auf             | Saskatoon, weiter auf                   | 263         |
| Saskatchewan Highway 8                       | 8      |                                         | Elmore, weiter auf             | Porcupine Provincial Forest, weiter auf | 410         |
| Saskatchewan Highway 9                       | 9      |                                         | Northgate, weiter auf          | Mountain Cabin, weiter auf              | 606         |
| Saskatchewan Highway 10                      | 10     |                                         | Balgonie, weiter auf           | Calder, weiter auf                      | 228         |
| Saskatchewan Highway 11                      | 11     | Louis Riel Trail                        | Regina, weiter auf             | Prince Albert, weiter auf               | 395         |
| Saskatchewan Highway 12                      | 12     |                                         | Saskatoon                      | Shell Lake, weiter auf                  | 133         |
| Saskatchewan Highway 13                      | 13     | Red Coat Trail Ghost Town Trail         | Govenlock, weiter auf          | Antler, weiter auf                      | 676         |
| Saskatchewan Highway 14                      | 14     |                                         | Macklin, weiter auf            | Saskatoon                               | 261         |
| Saskatchewan Highway 15                      | 15     |                                         | Rosetown, weiter auf           | Bredenbury, weiter auf                  | 444         |
| Saskatchewan Highway 16                      | 16     | Yellowhead Highway Trans-Canada Highway | Lloydminster, weiter auf       | Marchwell, weiter auf                   | 699         |
| Saskatchewan Highway 16A                     | 16A    |                                         | Yorkton, weiter auf            | Yorkton, weiter auf                     | 5           |
| Saskatchewan Highway 16A                     | 16A    | North Battleford, weiter auf            | Battleford, weiter auf         | 6                                       |             |
| Saskatchewan Highway 16B                     | 16B    |                                         | North Battleford, weiter auf   | North Battleford, weiter auf            | 4           |
| Alberta Highway 17 · Saskatchewan Highway 17 | 17     |                                         | Macklin, weiter auf            | Onion Lake, weiter auf                  | 159         |
| Saskatchewan Highway 18                      | 18     |                                         | Robsart, weiter auf            | Gainsborough, weiter auf                | 714         |
| Saskatchewan Highway 19                      | 19     |                                         | Mankota, weiter auf            | Hawarden, weiter auf                    | 300         |
| Saskatchewan Highway 20                      | 20     |                                         | Lumsden, weiter auf            | Birch Hills, weiter auf                 | 306         |
| Saskatchewan Highway 21                      | 21     |                                         | Willow Creek, weiter auf       | Meadow Lake Provincial Park, weiter auf | 722         |
| Saskatchewan Highway 22                      | 22     |                                         | Earl Grey, weiter auf          | Esterhazy                               | 283         |
| Saskatchewan Highway 23                      | 23     |                                         | Bertwell, weiter auf           | Carrot River, weiter auf                | 231         |
| Saskatchewan Highway 24                      | 24     |                                         | Spiritwood, weiter auf         | Chitek Lake                             | 55          |
| Saskatchewan Highway 25                      | 25     |                                         | Birch Hills, weiter auf        | St. Louis, weiter auf                   | 29          |
| Saskatchewan Highway 26                      | 26     |                                         | North Battleford, weiter auf   | Goodsoil, weiter auf                    | 203         |
| Saskatchewan Highway 27                      | 27     |                                         | Aberdeen, weiter auf           | Prud'homme, weiter auf                  | 34          |
| Saskatchewan Highway 28                      | 28     |                                         | Lake Alma, weiter auf          | Trossachs, weiter auf                   | 60          |
| Saskatchewan Highway 29                      | 29     |                                         | Wilkie, weiter auf             | Battleford, weiter auf                  | 49          |
| Saskatchewan Highway 30                      | 30     |                                         | Eston Riverside Regional Park  | Brock, weiter auf                       | 61          |
| Saskatchewan Highway 31                      | 31     |                                         | Macklin, weiter auf            | Rosetown, weiter auf                    | 195         |
| Saskatchewan Highway 32                      | 32     |                                         | Leader, weiter auf             | Swift Current, weiter auf               | 140         |
| Saskatchewan Highway 33                      | 33     |                                         | Stoughton, weiter auf          | Regina, weiter auf                      | 147         |
| Saskatchewan Highway 34                      | 34     |                                         | Port of Big Beaver, weiter auf | Ogema, weiter auf                       | 62          |
| Saskatchewan Highway 35                      | 35     | CanAm Highway                           | Oungre, weiter auf             | White Fox, weiter auf                   | 573         |
| Saskatchewan Highway 36                      | 36     |                                         | Port of Coronach, weiter auf   | Mayberry, weiter auf                    | 144         |
| Saskatchewan Highway 37                      | 37     |                                         | Port of Climax, weiter auf     | Cabri, weiter auf                       | 188         |
| Saskatchewan Highway 38                      | 38     |                                         | Kuroki, weiter auf             | Chelan, weiter auf                      | 86          |
| Saskatchewan Highway 39                      | 39     |                                         | North Portal, weiter auf       | Moose Jaw, weiter auf                   | 271         |
| Saskatchewan Highway 40                      | 40     |                                         | Marsden, weiter auf            | Shellbrook, weiter auf                  | 291         |
| Saskatchewan Highway 41                      | 41     |                                         | Saskatoon, weiter auf          | Melfort, weiter auf                     | 164         |
| Saskatchewan Highway 41A                     | 41A    |                                         | Melfort, weiter auf            | Melfort, weiter auf                     | 4           |
| Saskatchewan Highway 42                      | 42     |                                         | Tuxford, weiter auf            | Milden, weiter auf                      | 199         |
| Saskatchewan Highway 43                      | 43     |                                         | Neville, weiter auf            | Ettington, weiter auf                   | 131         |
| Saskatchewan Highway 44                      | 44     |                                         | Alsask, weiter auf             | Davidson, weiter auf                    | 331         |
| Saskatchewan Highway 45                      | 45     |                                         | Delisle, weiter auf            | Lucky Lake, weiter auf                  | 116         |
| Saskatchewan Highway 46                      | 46     |                                         | Edenwold, weiter auf           | Regina, weiter auf                      | 19          |
| Saskatchewan Highway 47                      | 47     |                                         | Estevan, weiter auf            | Preeceville, weiter auf                 | 374         |
| Saskatchewan Highway 48                      | 48     |                                         | White City, weiter auf         | Maryfield                               | 239         |
| Saskatchewan Highway 49                      | 49     |                                         | Fosston, weiter auf            | Benito, weiter auf                      | 170         |
| Saskatchewan Highway 51                      | 51     |                                         | Biggar, weiter auf             | Compeer, weiter auf                     | 158         |
| Saskatchewan Highway 52                      | 52     |                                         | Ituna, weiter auf              | Yorkton, weiter auf                     | 71          |
| Saskatchewan Highway 54                      | 54     |                                         | Lumsden, weiter auf            | Regina Beach                            | 18          |
| Saskatchewan Highway 55                      | 55     | Northern Woods and Water Route          | Pierceland, weiter auf         | Mountain Cabin, weiter auf              | 652         |
| Saskatchewan Highway 56                      | 56     |                                         | Indian Head, weiter auf        | Echo Valley Provincial Park, weiter auf | 57          |
| Saskatchewan Highway 57                      | 57     |                                         | Kamsack, weiter auf            | Madge Lake, weiter auf                  | 17          |
| Saskatchewan Highway 58                      | 58     |                                         | Fir Mountain, weiter auf       | Chaplin, weiter auf                     | 129         |
| Saskatchewan Highway 60                      | 60     |                                         | Pike Lake Provincial Park      | Saskatoon, weiter auf                   | 26          |
| Saskatchewan Highway 80                      | 80     |                                         | Esterhazy, weiter auf          | Wroxton, weiter auf                     | 66          |
| Saskatchewan Highway 99                      | 99     |                                         | Craven, weiter auf             | Fairy Hill, weiter auf                  | 22          |